# Холингштет (Делве)
Холингштет (њем. Hollingstedt) општина је у њемачкој савезној држави Шлезвиг-Холштајн. Једно је од 115 општинских средишта округа Дитмаршен. Према процјени из 2010. у општини је живјело 325 становника. Посједује регионалну шифру (AGS) 1051053.

## Географски и демографски подаци
Холингштет се налази у савезној држави Шлезвиг-Холштајн у округу Дитмаршен. Општина се налази на надморској висини од 5 метара. Површина општине износи 9,7 km². У самом мјесту је, према процјени из 2010. године, живјело 325 становника. Просјечна густина становништва износи 33 становника/km².